# Bergmyrbäcken
Bergmyrbäcken är ett naturreservat i Arvidsjaurs kommun i Norrbottens län.
Området är naturskyddat sedan 2013 och är 0,4 kvadratkilometer stort. Reservatet omfattar våtområden och sluttningar kring Bergmyrbäcken. Reservatet består främst av gran men även tall och björk finns.